# Joan Adler
Joan Elisabeth Adler (Sydney, Austràlia, 13 de juny de 1950) és una física computacional en el Institut Tecnològic d'Israel - Technion. La seva investigació inclou teoria de la percolació, models de gelosia i xarxes neuronals.

## Biografia
Adler es va graduar en matemàtica i física de la Universitat de Sydney el 1974. Va completar el seu doctorat en física el 1980, en la Universitat de Nova Gal·les del Sud. Va treballar en el Technion des de 1980 fins a 1984 com a becària postdoctoral i investigadora associada, va regressar com a investigadora principal el 1988 i es va convertir en becària investigadora el 2000. Va ser presidenta de la Societat Física d'Israel entre 2005 i 2007.
Es va convertir en membre del Institute of Physics el 2005.